# 부흥로 (인천 부천)
부흥로(富興路)는 인천광역시 부평구 산곡동 마장로 접속지점(산곡동 219-1)과 경기도 부천시 원미구 소사동 소명삼거리를 잇는 도로이다.

## 역사
이 도로는 인천광역시 구간은 2010년 2월까지 장고개길의 일부로, 부천시 구간도 2010년 4월까지 전 구간이 '흥천길'이라는 별개의 이름으로 존재하였다. 동년 3월에 군사 시설로 인해 동서가 단절된 장고개길을 장고개로와 부흥로로 분리하였으며, 흥천길도 2010년 5월에 부흥로로 변경하면서 인천광역시 구간과 부천시 구간이 통합되었다. 2011년 7월 29일에 도로명주소 고시를 통해 "부흥로"라는 명칭이 확정되었으며, 의미는 부평의 "부"자와 흥천로의 "흥"을 합친 것으로 인천과 부천의 부흥을 의미한다.
부천시 구간 중 소명삼거리 ~ 기둥교회 구간은 1983년 5월에 심곡천을 복개하여 만든 도로이다. 심곡천은 2017년 5월부터 원래대로 다시 복원되었다.

## 경유지
마장로 접속 지점 (산곡동 219-1) - (공사중) - 주안장로교회 - 부평시장역 - 성심중학교 - 부흥오거리 - 부평정병원 - 삼용아파트 - 부개여자고등학교 - 흥천사거리 - 넘말사거리 - 영안아파트 - 계남고 삼거리 - 부천소방서 사거리 - 심곡천 사거리 - 소명여고 사거리 - 소명삼거리

## 사진

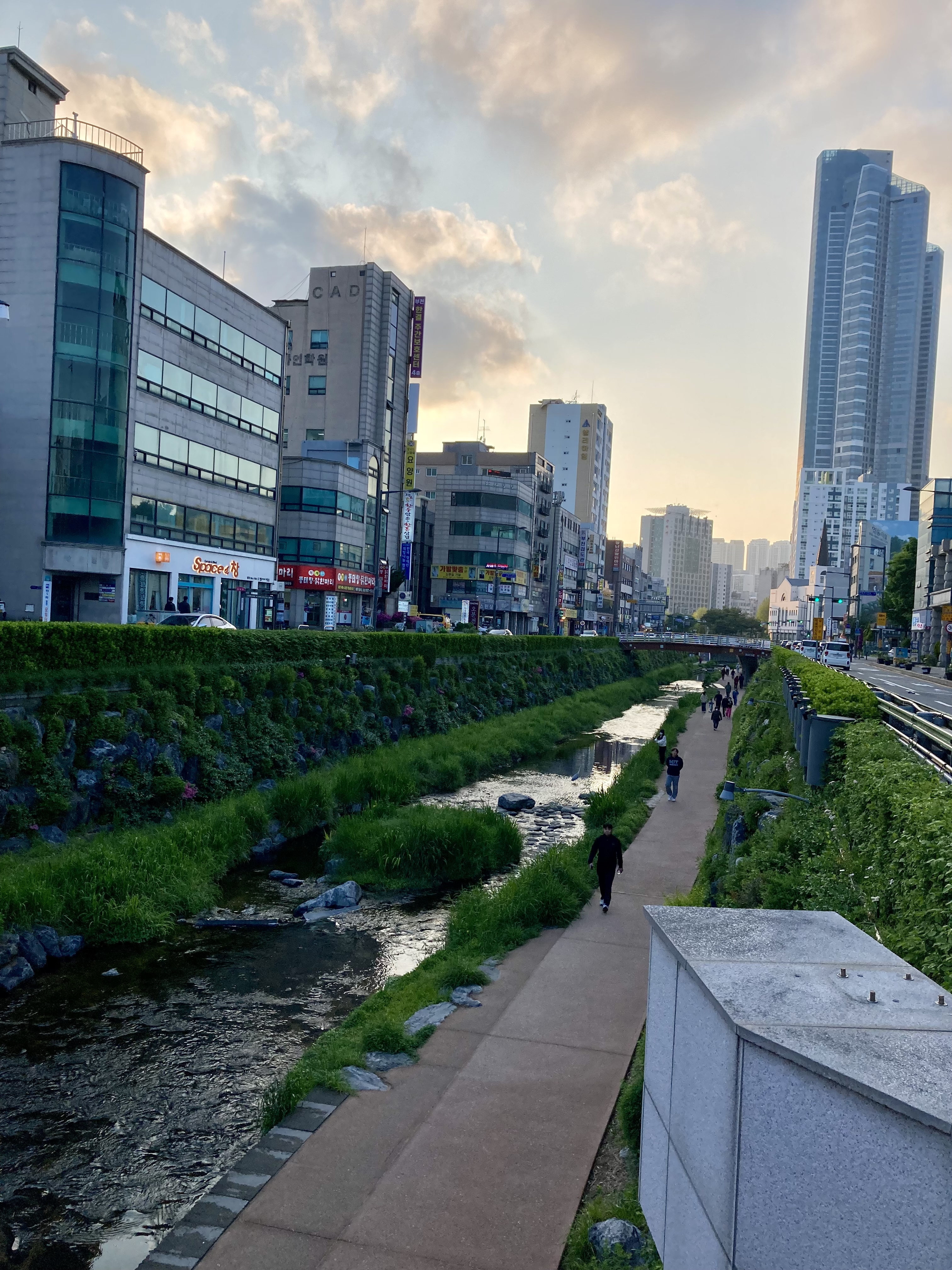
심곡천 보행로
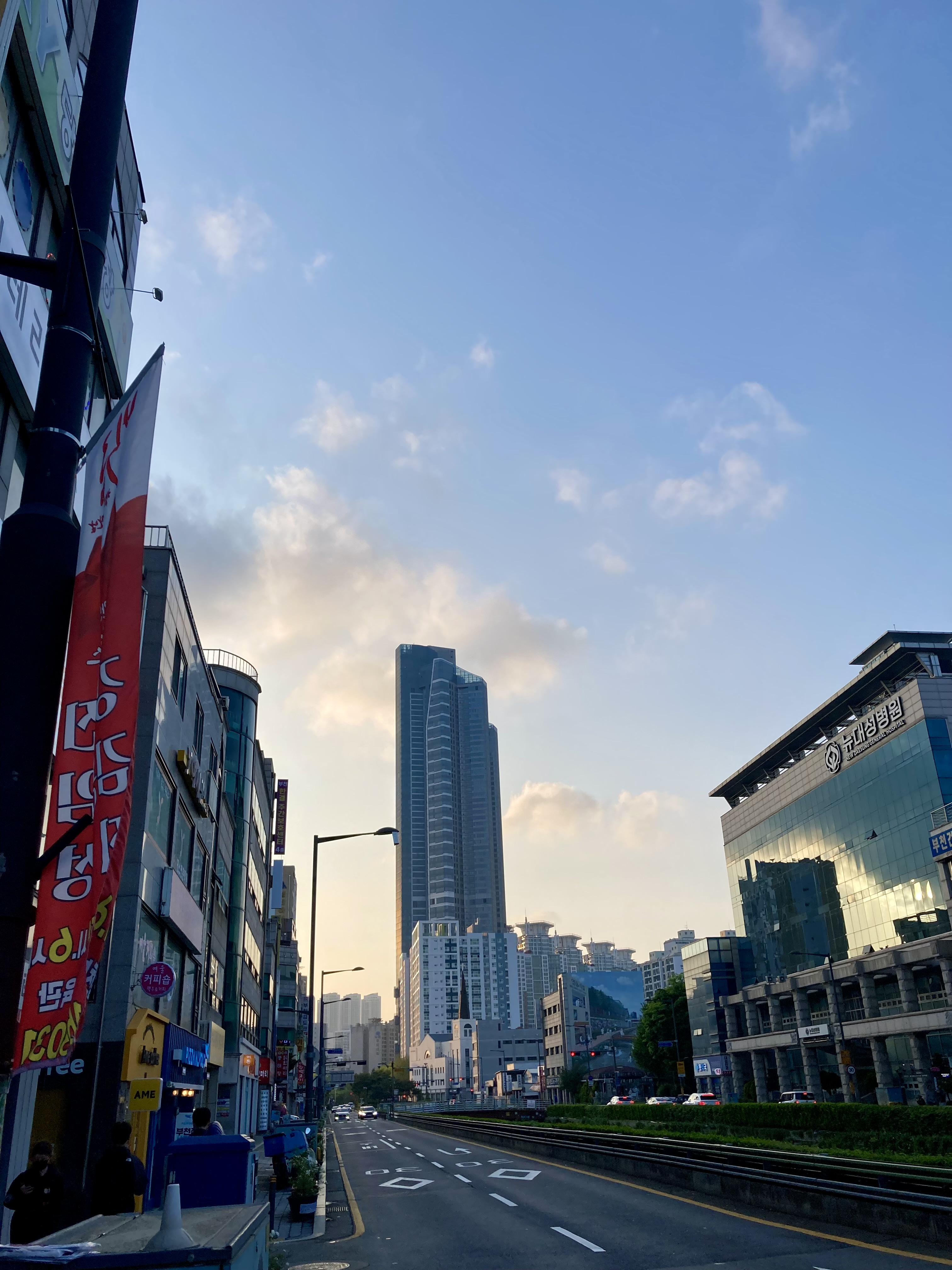
부천중동리첸시아아파트
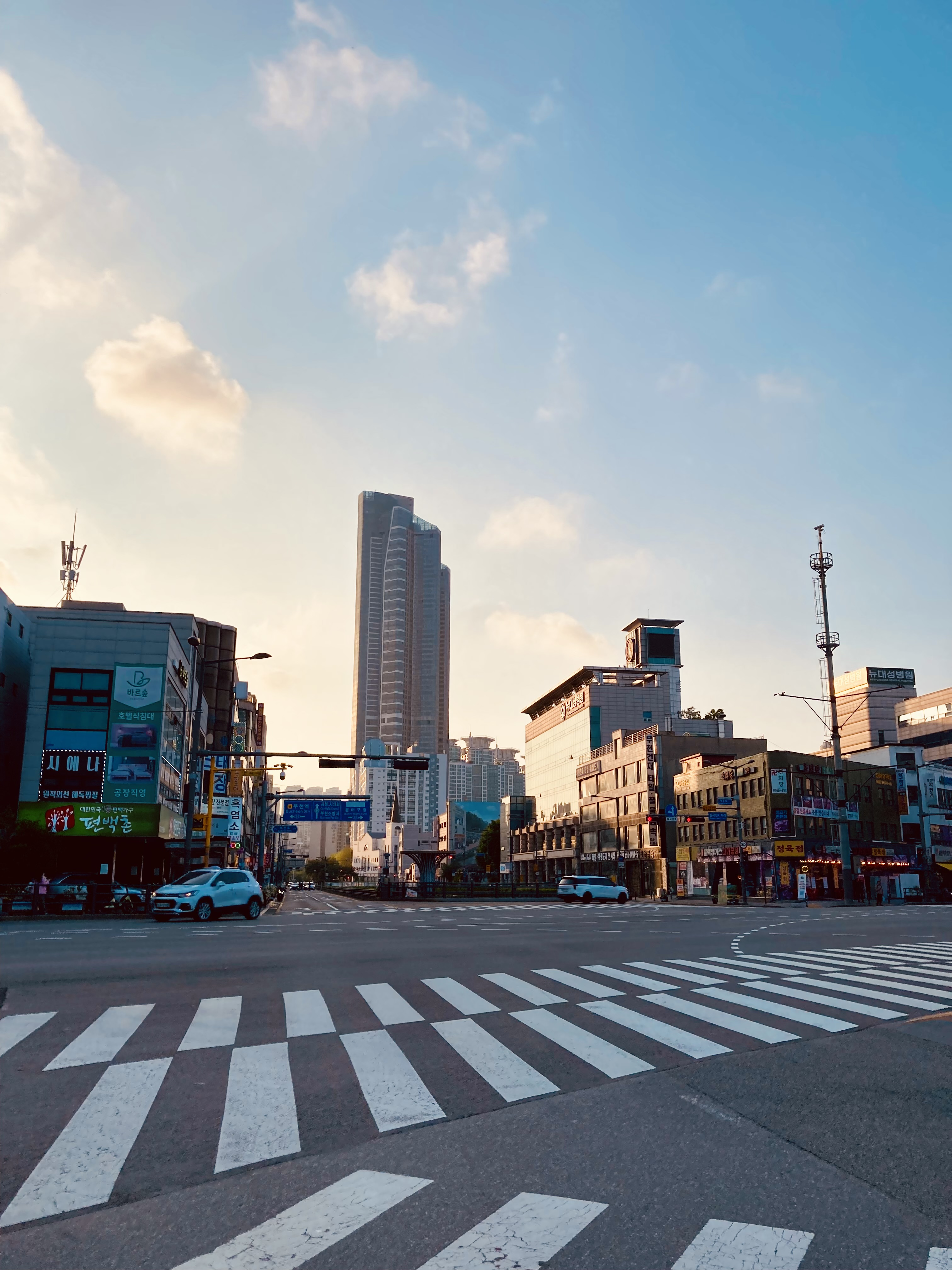
심곡천사거리
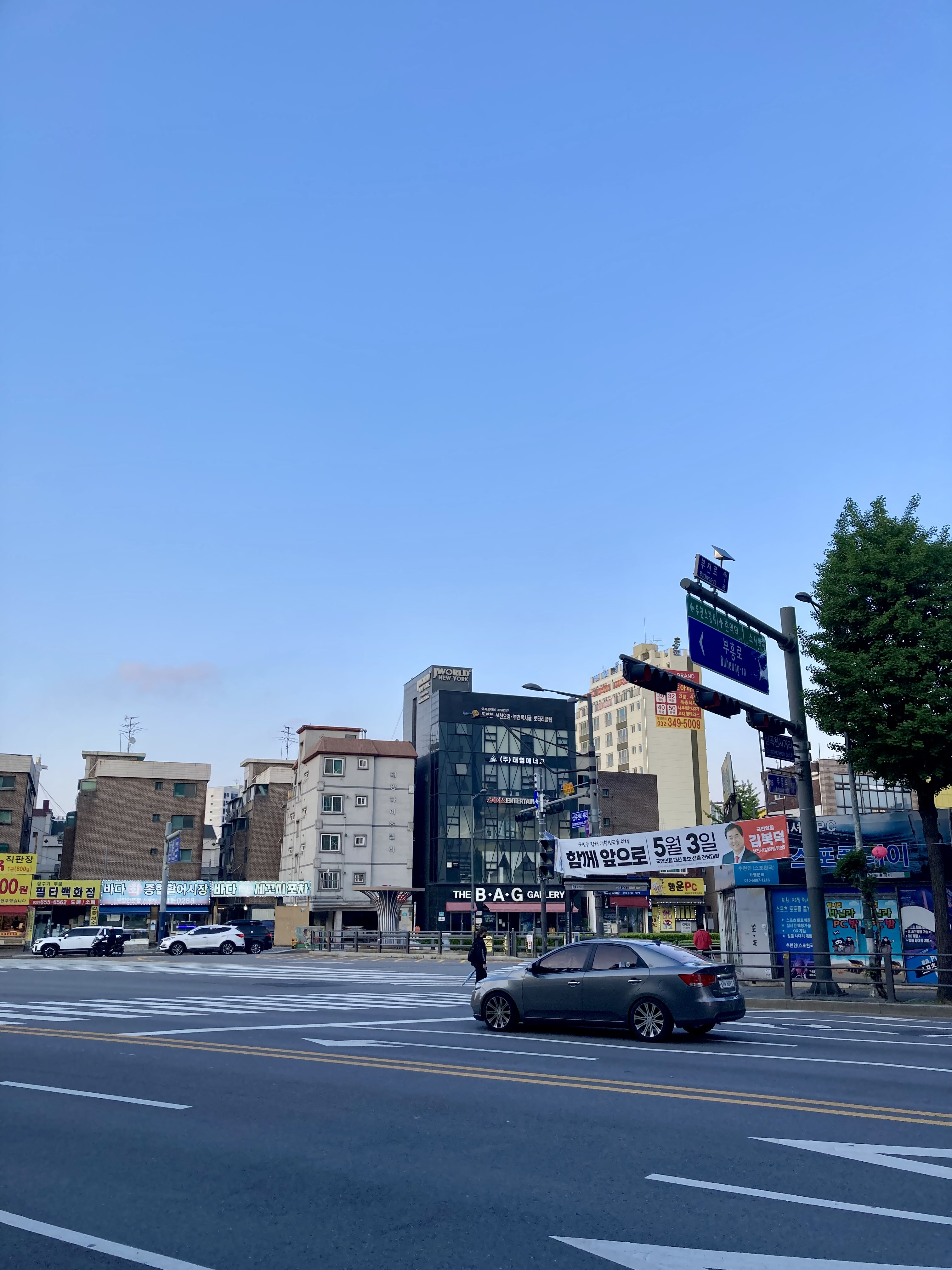
장말사거리방면 표지판
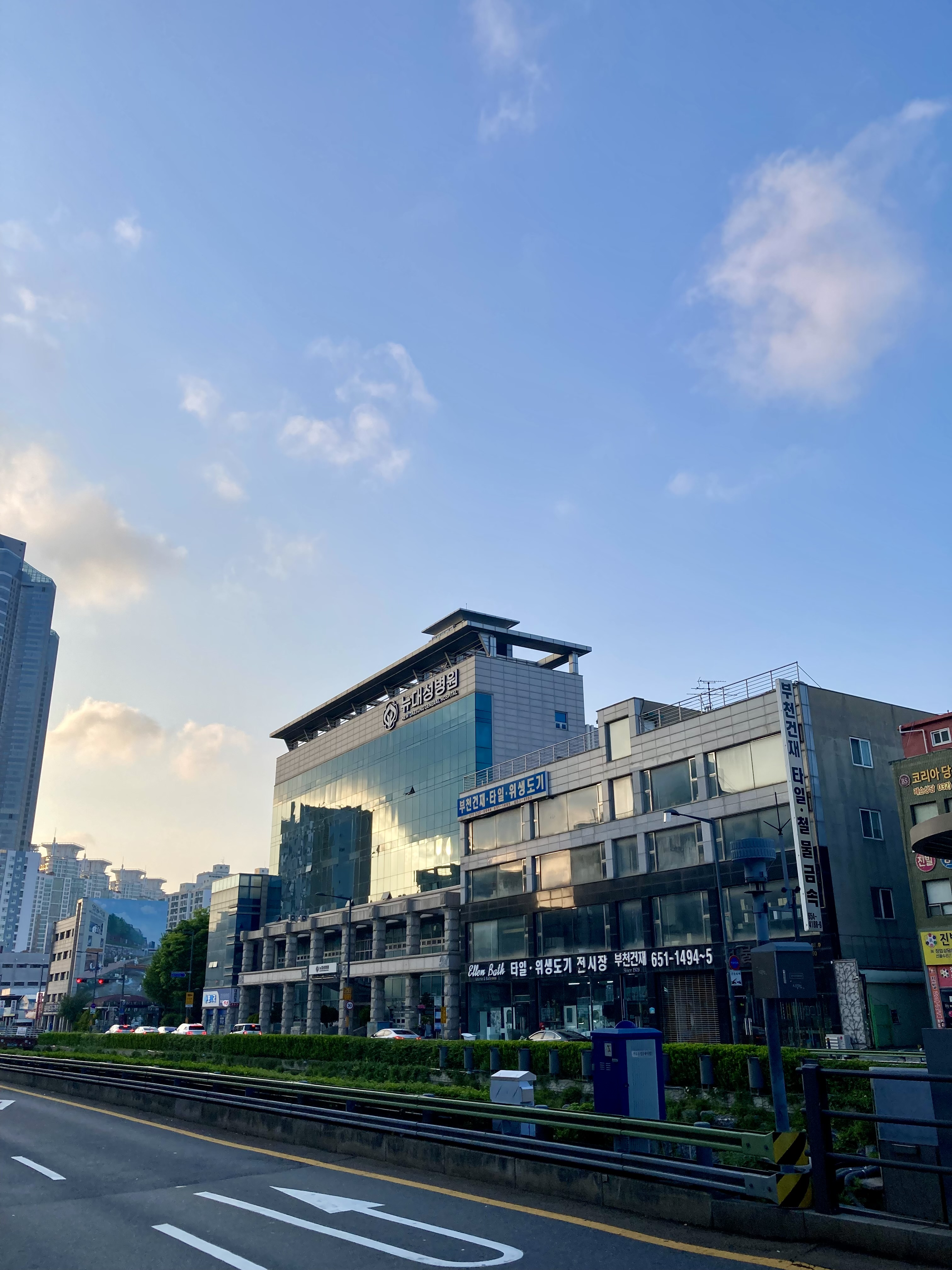
뉴대성병원
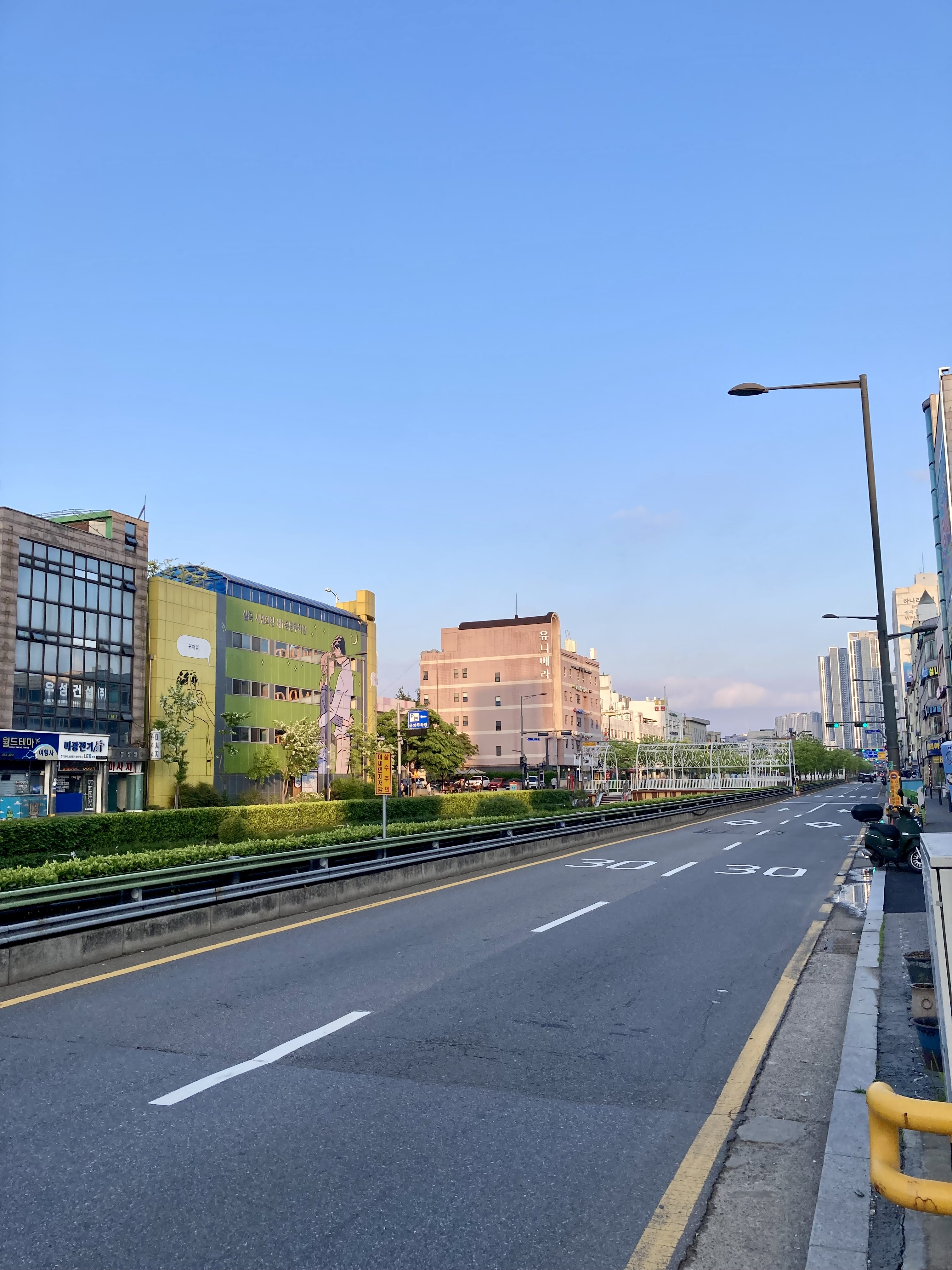
가톨릭대학교부천성모병원방향
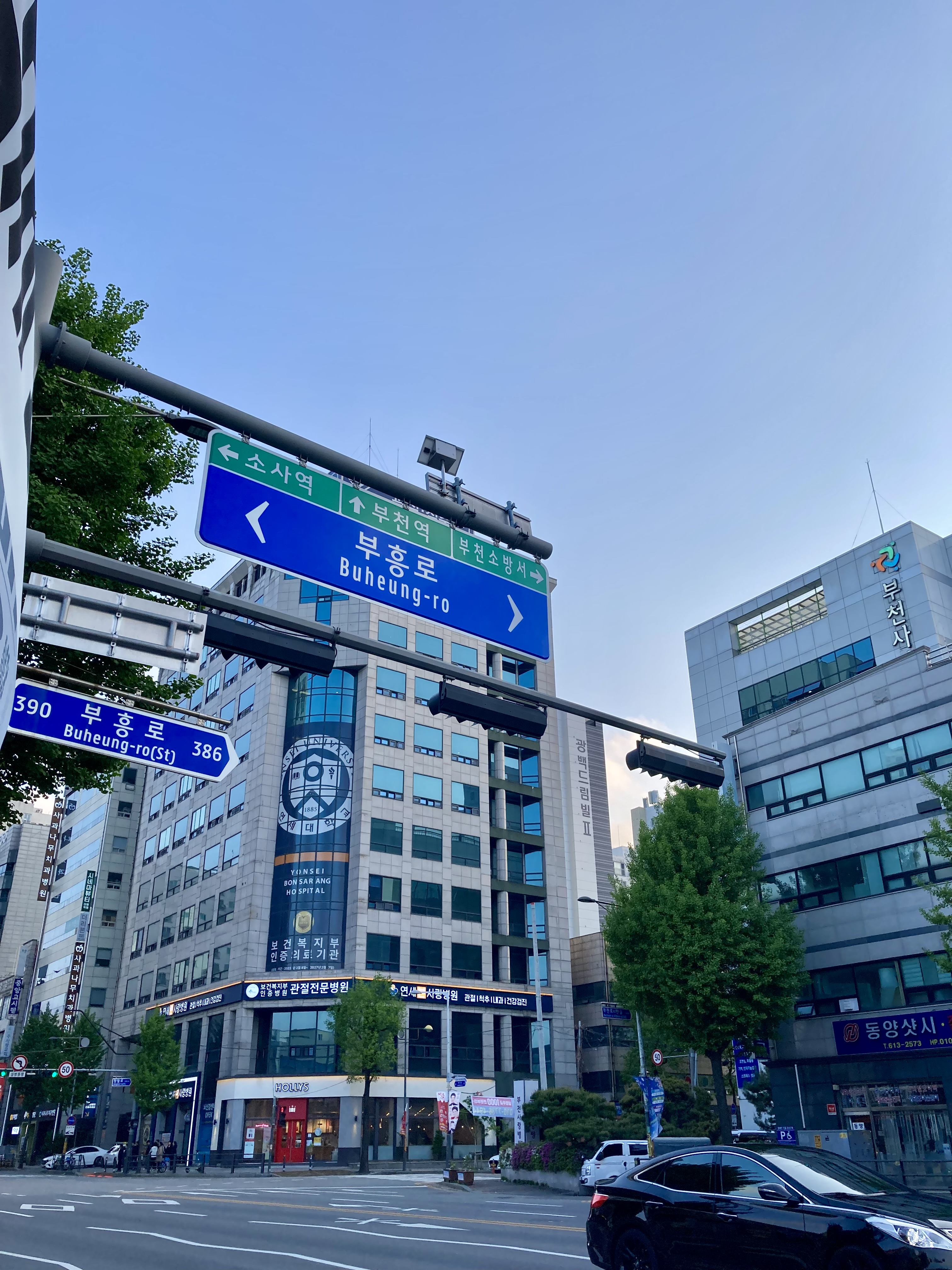
부천로 방면의 부흥로 표지판(심곡천사거리)

## 주요 건물 및 시설
- 부평문화원 (인천광역시 부평구 부흥로 287)
- 부평구보건소 (인천광역시 부평구 부흥로 291)
- 부평4동성당 (인천광역시 부평구 부흥로 323)
- 부개여자고등학교 (인천광역시 부평구 부흥로 433)
- 상일고등학교 (경기도 부천시 원미구 부흥로 13)
- 상동중학교 (경기도 부천시 원미구  부흥로 19)
- 백송마을풍림아이원아파트 (경기도 부천시 원미구 부흥로 49)
- 상동초등학교 (경기도 부천시 원미구 부흥로 70)
- 백송마을동남디아망아파트 (경기도 부천시 원미구 부흥로 71)
- 상동우체국 (경기도 부천시 원미구 부흥로 76)
- 상원초등학교 (경기도 부천시 원미구 부흥로 93)
- 한아름마을삼환아파트 (경기도 부천시 원미구 부흥로 100)
- 한아름마을한국아파트 (경기도 부천시 원미구 부흥로 102)
- 하얀마을경남아너스빌아파트 (경기도 부천시 원미구 부흥로 109)
- 신도초등학교 (경기도 부천시 원미구 부흥로 137)
- 사랑마을벽산, 선경아파트 (경기도 부천시 원미구 부흥로 150)
- 그린타운한신아파트 (경기도 부천시 원미구 부흥로 237)
- 계남고등학교 (경기도 부천시 원미구 부흥로 261)
- 부천부곡중학교 (경기도 부천시 원미구 부흥로 284)
- 원미초등학교 (경기도 부천시 원미구 부흥로 423)

## 연관 도로
- 장고개로